# Inverno russo

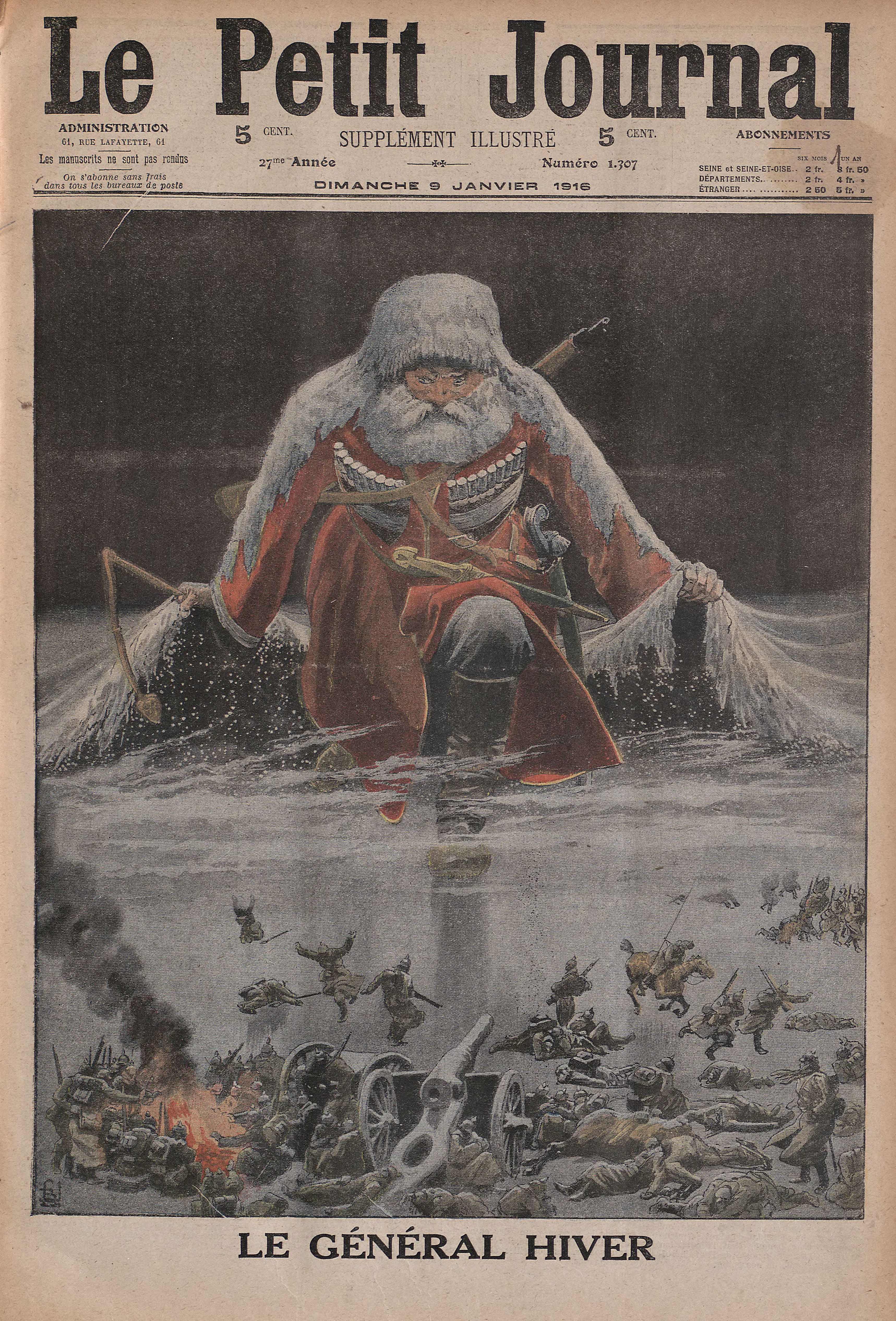
Il Generale Inverno su Le Petit Journal del 9 gennaio 1916

L'inverno russo, soprannominato anche Generale Inverno, è quella stagione fredda caratterizzata da condizioni di particolare rigidità, tipiche del clima della Russia.

## Storia
In vari frangenti storici, l'inverno russo si è rivelato in grado di causare gravi difficoltà agli eserciti invasori. L'espressione Generale Inverno nacque proprio in occasione della campagna di Russia di Napoleone Bonaparte nel 1812, quando una lettera del maresciallo Ney affermò che l'Armata francese era stata sconfitta più dalla fame e dal clima che dalle armi dell'esercito zarista. Il concetto si applicò sia al fronte russo della prima guerra mondiale, sia al fronte orientale della seconda guerra mondiale. Più in generale, può assumere un significato più ampio, per indicare qualsiasi fallimento militare causato dalla natura e dalla inadeguata preparazione degli eserciti invasori ad affrontare determinate condizioni meteorologiche.
Nelle stagioni temperate esiste un effetto analogo sulle manovre militari terrestri, causato dal fenomeno fangoso della rasputiza.